# Škocjanské jeskyně
Škocjanské jeskyně (Slovinsky Škocjanske jame) je rozsáhlý jeskynní systém vápencových jeskynní v oblasti Kras na jihozápadě Slovinska, zahrnující propadlé závrty, více než 5 km podzemních prostor, jeskyně více než 200 metrů hluboké s mnoha vodopády. Jedná se o jedno z nejvýznamnějších míst na světě ke studiu krasových jevů ve vápenci. Škocjanské jeskyně jsou chráněné od roku 1980, kdy byla na ploše 0,8 km² vyhlášená přírodní chráněná památka. Od roku 1986 jsou jeskyně na seznamu světového dědictví UNESCO. V roce 1990 bylo ochranné pásmo rozšířeno na současnou rozlohu a roku 1996 byla na místě vyhlášena chráněná krajinná oblast.

## Popis

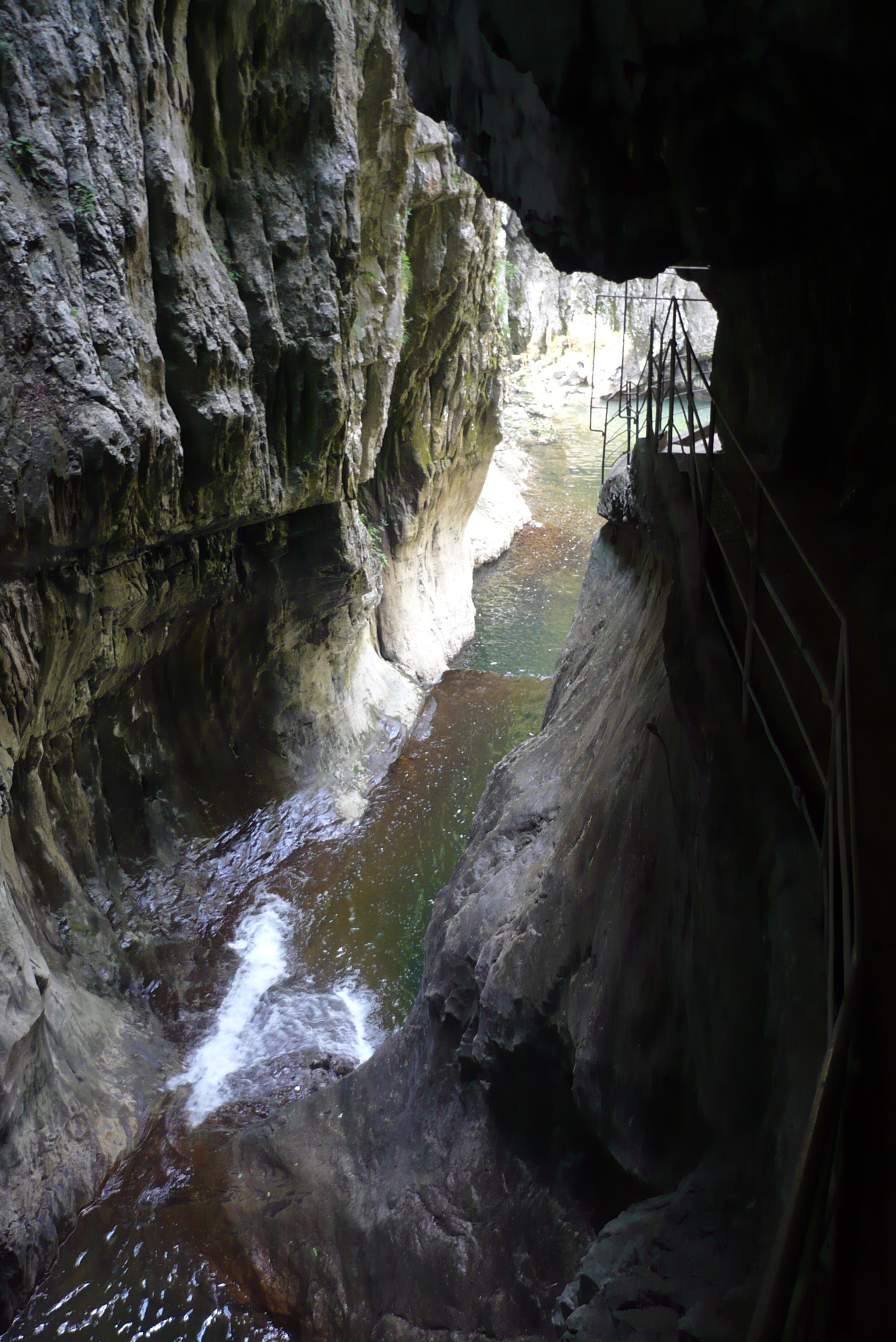
vnější část trasy

Řeka Reka mizí v závrtu Velika dolina do země a dále po celou cestu protéká v délce 34 km podzemím na severozápad, do Jaderského moře, kam se vlévá spolu s řekou Timavou, jejímž je přítokem. Obrázek velké řeky mizející za deštivého počasí 160 metrů pod zem je fascinující i děsivý zároveň. Reka překonává v podzemí celkem 26 peřejí a vodopádů.
Patrně v raném pleistocénu se zřítil strop jeskyně a vytvořila se Velika dolina hluboká 165 metrů a Mala dolina hluboká 120 metrů. Odděluje je přírodní most, pozůstatek původního stropu jeskyně. Na tomto jakoby mostě se rozkládá starobylá vesnice Škocjan s kamenným kostelíkem sv. Kancijana z roku 1603. Zde se nedaleko domů nachází další vchod do podzemí v podobě 116 metrů hluboké propasti Okroglia.
Specifické mikroklima představuje příhodné podmínky pro mnohé živočišné a rostlinné druhy, mezi nimiž je i několik endemitů. Vyskytuje se zde několik druhů netopýrů a macarát jeskynní.
V jeskyni se nachází bohatá krápníková výzdoba, nejvyšší stalagmit má 15 metrů. Součástí prohlídky je i obrovská prostora Martelův dom s rozměry 380 metrů délky, 120 metrů šířky a 146 metrů výšky. Prohlídková trasa měří 2.5 kilometru a má 500 schodů. Teplota v suchých částech jeskyň se pohybuje kolem 12 stupňů Celsia, tam kde se vyskytuje voda osciluje teplota od 0 do 20 stupňů. Vlhkost vzduchu je tu 80 až 100 %. 

## Historie
První písemná zmínka o jeskyních pochází od Poseidoniuse z Apemey, který si někdy kolem roku 60 před Kristem poznamenal, že řeka Timavus pramení v horách, vtéká do nitra země a znovu se objevuje ve vzdálenosti 130 stádií a vteklá do moře. Vzdělanec Janez Vajkard Valvasor rokle popsal roku 1689. První průzkumníci pronikali do podzemí již v 18. století a turisté dorazili do jeskyně roku 1819. První turistické trasy se zde budovaly ve letech 1884 až 1906.
Oblast okolo jeskyní je pro archeology velice bohatá, jsou zde nalézány památky od doby před 10 000 lety až po současnost. Drahocenné archeologické nálezy ukazující na vlivy řecké civilizace byly objeveny v Muší jeskyni, kde se nacházel na konci doby bronzové a začátku doby železné jeskynní chrám. V regionu se nacházelo jedno z nejvýznamnějších poutních míst v Evropě, kde byl uctíván kult posmrtného života a kde se komunikovalo s dušemi předků.